# Restauracja Kosza w Krakowie
Restauracja Kosza – nieistniejąca już restauracja i kawiarnia znajdująca się w Krakowie, na Starym Mieście, przy ulicy Grodzkiej 37, w Kamienicy Pipanowskiej.
Początkowo był to sklep zajmujący się sprzedażą win, założony w 1841 roku przez J. Kosza w XVII-wiecznych salach przy ulicy Grodzkiej 37 w Kamienicy Pipanowskiej. 
W 1892 sklep przebudowano na restaurację. Po śmierci J. Kosza w 1887 roku właścicielem restauracji został jego przybrany syn J. Krautwurst-Kosz. Później jej właścicielem był J. Bieńkowski.
W XX wieku właścicielami restauracji Kosza byli kolejno: A. Frassa, R. Wibirala, J. Król. W okresie II wojny światowej miejsce restauracji zajął bar „Grodzisko”, a od 1970 roku w Kamienicy Pipanowskiej, w miejscu dawnej restauracji Kosza działa restauracja „Batalion”.